# Monticola erythronotus
Monticola erythronotus (лат.) — маленькая певчая птица из семейства мухоловковых (Muscicapidae), ранее включаемая в семейство дроздовых.

## Описание
У самцов голова синевато-голубого цвета, сверху брюшная сторона тела каштановая (ближе к низу становится светлее), хвост ярко-оранжевый. Самки в основном коричневые с золотисто-оранжевыми пятнышками на брюшной стороне тела. Синий «капюшон» у самок отсутствует. Самцы Monticola erythronotus отличаются от других каменных дроздов тёмно-рыжей спиной, в то время как самки имеют ярко-оранжевые хвосты и не имеют белой полоски на груди.

## Распространение
Monticola erythronotus является эндемиком острова Мадагаскара, где он встречается только на севере острова.

## Образ жизни
Он обитает в основном в горных, влажных, вечнозеленых лесах, а пищу добывает в подлеске и на земле. Вид гнездится в дуплах деревьев или в трещинах.

## Охрана
Monticola erythronotus отмечен Международным союзом охраны природы и природных ресурсов как находящаяся под угрозой исчезновения, поскольку он имеет очень небольшой ареал. Численность мала и считается, что она уменьшается, хотя и медленно. По оценкам, общая численность этого вида не превышает 5000 особей, которые встречаются только в Национальном парке Янтарной горы.